# Vidéo immersive

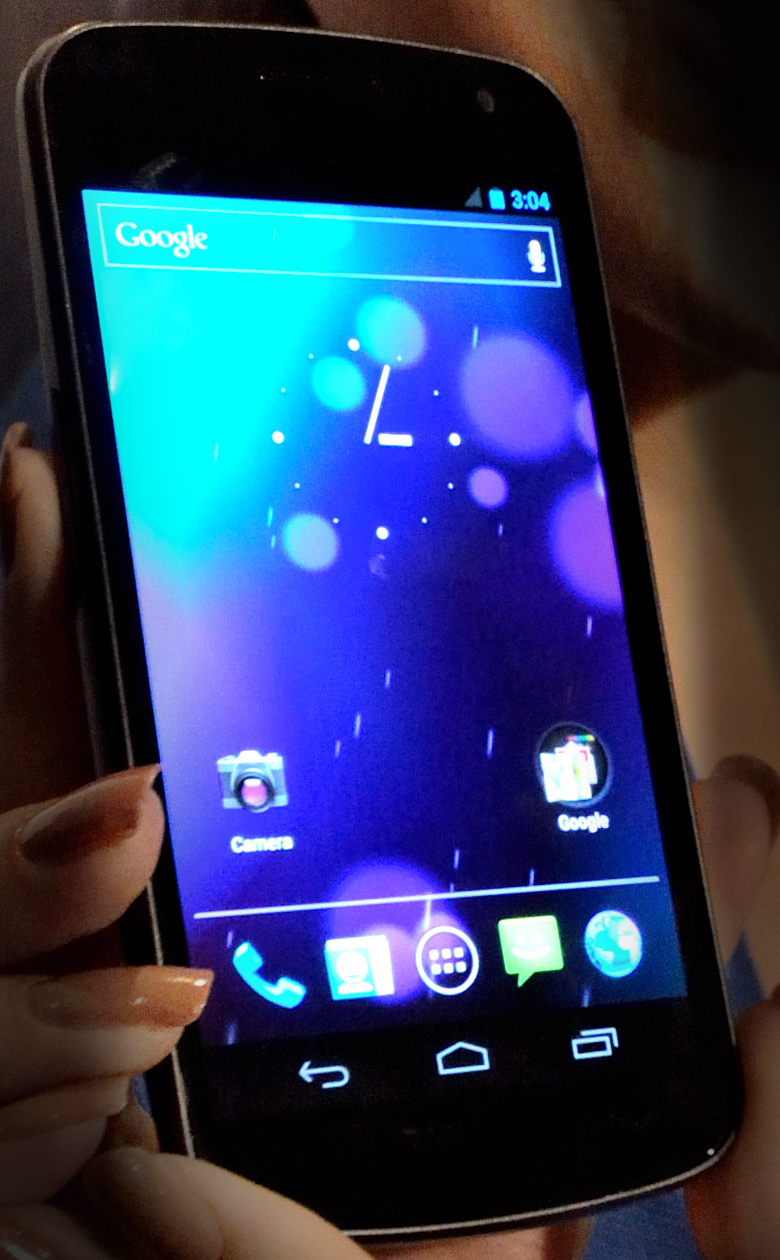
Le Galaxy Nexus, un smartphone qui peut être adapté avec un accessoire Kogeto Dot 360-degree panoramic video pour enregistrer une vidéo immersive.

Une vidéo immersive - aussi appelée « vidéo 360 degrés » - est un enregistrement vidéo d'une scène du monde réel où l'image est enregistrée dans toutes les directions en même temps. Ces enregistrements vidéo sont réalisés avec un appareil communément appelé camera 360°.
Par la suite, lors de la projection de la vidéo, l'utilisateur a le contrôle sur la direction dans laquelle il regarde la scène, en haut, en bas ou latéralement. Généralement, la seule direction dans laquelle il ne peut regarder est la direction dans laquelle se trouve la caméra qui a enregistré la vidéo. La vidéo est enregistrée sous forme de données qui, lorsque la vidéo est lue, permettent à l'utilisateur de contrôler la direction et la vitesse de la lecture. Le contrôle du lecteur vidéo se fait au moyen d'une souris ou d'un autre détecteur de mouvement. La projection de la vidéo peut se faire sur un écran d'ordinateur ou sur un autre dispositif de visionnement comme un visiocasque.
La vidéo à 360 degrés est généralement enregistrée soit à l'aide d'un appareil spécial composé de plusieurs caméras, soit à l'aide d'une caméra dédiée qui contient plusieurs objectifs de caméra intégrés dans l'appareil et qui filme simultanément les angles de chevauchement. Grâce à une méthode connue sous le nom de couture vidéo, cette séquence séparée est fusionnée en un seul morceau vidéo sphérique, et la couleur et le contraste de chaque plan est calibré pour être cohérent avec les autres. Ce processus est effectué soit par la caméra elle-même, soit à l'aide d'un logiciel de montage vidéo spécialisé qui peut analyser les images et les sons communs afin de synchroniser et de relier les différents flux de caméra entre eux. En général, la seule zone qui ne peut pas être visualisée est la vue vers le support de caméra.
Ce type de vidéo est particulièrement utilisé sur les réseaux sociaux ou pour des applications en réalité virtuelle.

## Source de la traduction
- (en) Cet article est partiellement ou en totalité issu de l’article de Wikipédia en anglais intitulé « Immersive video » (voir la liste des auteurs).